# Єжи Александер Любомирський
Єжи Александр Любомирський  (пол. Jerzy Aleksander Lubomirski, біля 1669 — [[14|жовтня]] / листопада 1735, Варшава) — польський князь (предки — шляхтичі), державний діяч Корони Польської у Речі Посполитій, сандомирський воєвода, великий землевласник на Смілянщині.

## Біографія
Єжи був найстаршим сином старости сандецького та переяславського Александра Міхала Любомирського та Катерини Ганни з Сапіг (донька Павла Яна Сапіги). Його батько помер молодим 1675 р. Сильний вплив на небожа мав стрийко Ієронім Августин, який 1694 р. представив його у королівському дворі вже як сандецького старосту.
На виборах 1697 р. виступав за княжича Конті Франца Людвіка, але згодом погодився з кандидатурою Августа II. Єжи був призначений послом Сейму від Краківського воєводства 1701 року. Був учасником зимової кампанії 1703 року проти козаків Семена Палія, у якій розбив полк Дубини. 1704 р. намагався підтримати вибір Станіслава Лещинського, але зі своїми військами запізнився на виборче поле. 17 листопада 1704 року, як інші Любомирські, був допущений поцілувати руку Августа II. Після смерті стрия, 1706 р. перейшов у протилежний табір. Також став противником Августа II після його реставрації. Неодноразово був послом у Сеймі від Сандомирського воєводства. 9 травня 1729 р. став воєводою сандомирським, залишаючись в опозиції до короля.
Посади: обозний коронний (з 12 лютого 1703 р.), староста ягорліцький з 1722, сандомирський воєвода (з 9 травня 1729 р.)
1730 року став кавалером ордена Білого Орла, 1735-го — кандидат на булаву польного коронного гетьмана.
Був двічі одружений: уперше — з баронесою Йоганною Кароліною фон Зарцгавзен, вдруге — з Терезою Анелею з Міховських. Від першого шлюбу мав доньку Анну Кароліну та синів Станіслава та Юзефа.
1713 р. до сандецького старости Є. А. Любомирського перейшов Шаргород від брацлавського каштеляна — Леонарта Конецпольського. Любомирський був власником лабунських маєтностей (нині територія України). У 20-х роках на дуже вигідних умовах придбав від Валевських — спадкоємців Конецпольського — маєтності на Рівненщині. 1722 р. купив палац Денгоффа у Варшаві. 1723 р., надумавши прибрати до рук величезні володіння Смілянщини, що залишились після Конецпольських і перейшли до його родичів — Александра і Францішека Валевських, не зупинився перед справжнісінькою аферою. Суть її полягала в тому, що Любомирські знайшли однофамільця Валевських — незаможного міщанина Александра Валевського, який і придбав для Любомирських такі бажані ними землі.
1723 р. став дідичем: Гуляйполя, Рівного, Язловця (купив у серадзького мечника Александра Валевского).

## Цікаві факти
- Відомо, що 12 квітня 1701 р., перебуваючи в стані сп'яніння, стріляв по кареті посла Франції дю Герона, після чого влаштував бійку з людьми князя Януша Вишневецького.